# Miran Pirc
Miran Pirc, prof. dr., fakultetni profesor, *23.6.1934, Ljubljana,  † 24.2.2020, Ljubljana

## Življenje in delo
Družina bančnega uslužbenca se je večkrat selila, zato je Miran osnovno šolo obiskoval na Rakeku, končal pa jo je v Ljubljani. V nižjo gimnazijo je začel hoditi v Ljubljani, končal pa jo je v Ilirski Bistrici. Leta 1953 je dokončal Srednjo fizkulturo šolo v Ljubljani in študij nadaljeval na Visoki šoli za telesno vzgojo v Beogradu, Državni institut za fiskulturu (DIF), kjer je leta 1958 diplomiral.
Leta 1961 se je zaposlil na Visoki šoli za telesno kulturo v Ljubjani. Postal je nosilec predmeta rokomet, po štirih letih poučevanja pa nosilec predmeta didaktika in metodika športne vzgoje z učno prakso. Tu se je tudi upokojil.
Magisterij: Predikativna vrednost nekaterih antropometničnih karakteristik in meril osvojenosti smučarske motorike za uspeh v alpskem smučanju
Doktorat: Analiza delovnega profila učiteljev športne vzgoje.

Področja dela in sodelovanja:
- Eno in pol mandatno obdobje je bil prodekan za študijske zadeve na Fakulteti za šport,
- Član komisije za strokone izpite učiteljev športne vzgoje,
- Organizator, predavatelj in udeleženec strokovnih seminarjev in srečanj (rokomet, smučanje, šolska športna društva...),
- Eden od prvih učiteljev alpskega smučanja (od leta 1953),
- Predsednik odbora za alpsko smučanje pri Smučarski zvezi Slovenije (Dornik, Lukanc, Pirc),
- Član izpitnih komisij za smučarske vaditelje in učitelje,
- Eno mandatno obdobje je bil član predsedsta Zveze vaditeljev, učiteljev in trenerjev smučanja Slovenije,
- Soustanovitelj in prvi predsednik Smučarskega kluba Krplje na Fakulteti za šport v Ljubljani,
- Prvi predsednik novoustanovljenega Društva športnih pedagogov Ljubjane,
- Dolgoletni predsednik žirije za ocenjevanje šolskih športnih društev osnovnih in srednjih šol Slovenije,
- Dolgoletni predsednik žirije za ocenjevanje dela mentorjev šolskih športnih društev osnovnih in srednjih šol Slovenije,
- Trener moških rokometnih ekip Odreda in Olimpije,
- Predsednik Sveta delavcev na Visoki šoli za telesno kulturo,
- Dve leti je bil predsednik skupščine samoupravne interesne skupnosti za vzojo in izobraževanje,
- Več let je bil načelnik štaba teritorialne obrambe občine Ljubljana-Center

"Vir: Ivan Križnar, Dr. Miran Pirc, 70-letnik"